# The Electric Company
The Electric Company è stata una serie televisiva educativa americana prodotta dal Children's Television Workshop (CTW, successivamente noto come Sesame Workshop). La serie è stata co-creata da Paul Dooley, Joan Ganz Cooney e Lloyd Morrisett.

## Storia
La serie andò in onda su PBS per 780 episodi nel corso delle sue sei stagioni dal 25 ottobre 1971 al 15 aprile 1977. Il programma continuò in repliche fino al 4 ottobre 1985. The Electric Company successivamente fu ritrasmessa su Noggin, un canale co-fondata dalla CTW, dal 1999 al 2003.
La serie ha utilizzato sketch comici  per fornire un programma di intrattenimento per aiutare i bambini delle scuole elementari a sviluppare le loro capacità di grammatica e di lettura. Il cast originale comprendeva Morgan Freeman, Rita Moreno, Bill Cosby e Lee Chamberlin.
A partire dalla quarta stagione (1974-1975), Danny Seagren, un burattinaio che aveva lavorato in Sesame Street e come ballerino professionista, apparve nel ruolo di Spider-Man nel Spidey Super Stories.
La serie fu cancellata nel 1977 al culmine della sua popolarità.
Dopo l'ultimo episodio originale del 15 aprile 1977, The Electric Company continuò su PBS in repliche fino all'inizio di ottobre 1985.